# District historique de Gallup Commercial
Le district historique de Gallup Commercial – ou Gallup Commercial Historic District en anglais – est un district historique américain à Gallup, dans le comté de McKinley, au Nouveau-Mexique. Inscrit au Registre national des lieux historiques depuis le 21 juin 2016, il comprend des bâtiments dans de plusieurs styles architecturaux, parmi lesquels le style Pueblo Revival.